# Бухвостов, Александр Иванович
Александр Иванович Бухвостов (бел. Аляксандр Іванавіч Бухвостаў, 22 ноября 1944, Орел, РСФСР, СССР) — белорусский профсоюзный и политический деятель. Председатель Белорусской партии труда (1993—2004).

## Биография
Родился 22 ноября 1944 года в Орле. Русский.
Трудовую карьеру начал в 1962 году молотобойцом дорожных мастерских в Столбцах.
В 1968 году окончил Минский радиотехнический институт. В 1968—1971 годах служил в Военно-морском флоте.
В 1980—1989 гг. — инженер, начальник информационно-вычислительного центра ПО «Гомсельмаш». В 1980—1989 гг. — заместитель секретаря парткома ПО «Гомсельмаш». В 1982 году окончил аспирантуру Института технической кибернетики АН БССР. В 1985—1990 гг. — председатель профкома ПО «Гомсельмаш».
С 1990 г. — председатель Белорусского профсоюза работников автомобильного и сельскохозяйственного машиностроения. В 1989—1990 гг. — организатор забастовочного Чернобыльского движения, маршей за выживание из Гомеля в Москву (июль 1990 г.), Минск (сентябрь 1990 г.), организатор первой забастовки на ПО «Гомсельмаш» 26 апреля 1990 г. Сопредседатель забастовочного комитета ПО «Гомсельмаш» и Гомельского забастовочного комитета (1990—1991 гг.).

## Политическая деятельность
С 1992 г. — сопредседатель Белорусской независимой ассоциации промышленных профсоюзов, которой в 2000 г. отказано в перерегистрации.
В 1993—2004 гг. — председатель Белорусской партии труда.
Один из лидеров Белорусского профсоюза работников радиоэлектронной промышленности и автомобилестроения (РЭПАМ).
С 1995 года был депутатом Верховного Совета Республики Беларусь XIII созыва от Гомельского-Сельмашевского избирательного округа № 78. Был членом постоянной комиссии Верховного Совета Республики Беларусь XIII созыва по социальной политике и труду. Не признал итоги референдума 1996 года по изменению Конституции.
В октябре 2003 г. провел пикет на Октябрьской площади Минска протестуя против нарушения прав трудящихся белорусским режимом. Был арестован и осужден. Повторно арестован и осужден в 2006 г. за критику белорусского режима. Организацией Amnesty International признан узником совести.
В 1996—2007 гг. — участник Конгрессов демократических сил. Член Исполкома Международной Федерации металлистов (с июля 2000 года), член правления международной организации TIE (Независимая сеть связи профсоюзов и рабочего движения по обмену информацией о ТНК).
В 2005, 2007 годах — председатель Оргкомитета по проведению VI и VII Конгресса демократических сил.
В 2006 году во время избирательной кампании по выборам президента Республики Беларусь был руководителем инициативной группы Александра Милинкевича, единого кандидата в президенты от демократических сил.
С 2012 года — председатель Свободного профсоюза металлистов.

## Творчество
С 1995 года. Член Белорусской ассоциации журналистов с 1999 года. Автор статей по проблемам профилактического обслуживания эргатических систем (1980—1982 гг.), книг-сборников публицистических статей «Булыжник пока лежит на мостовой» (1998), «Под лежачий камень вода не течет» (1999), «О профсоюзном и рабочем движении» (2000) и других.

## Семья
Женат, имеет сына, внука и внучку.